# Point suscrit
Ne doit pas être confondu avec Point souscrit.
Cette page contient des caractères spéciaux ou non latins. S’ils s’affichent mal (▯, ?, etc.), consultez la page d’aide Unicode.
Pour les articles homonymes, voir point et point suscrit (homonymie).
Le point suscrit ou point en chef est un diacritique de l'alphabet latin. Le signe est utilisé de manière non diacritique sur i et j. En turc, cependant, le point sur le i se comporte bien comme un diacritique. Il s'utilise aussi en arabe.

## Paléographie médiévale

### i et j
Dans l'Antiquité, seule la lettre i de l'alphabet latin existait, tracée invariablement sans point, que ce soit en  capitale quadrata ou en cursive romaine. En latin, la lettre notait /i/ ou /j/ (de yourte).
On commence à trouver un i allongé sous la ligne (un j sans point) dès la nouvelle cursive romaine (qui suit l'onciale), pour des raisons purement esthétiques ou de lisibilité (en début de mot, après un autre i et dans le cas où on pourrait, en contexte, le confondre avec une autre lettre : l'absence de point fait de cette lettre un caractère particulièrement peu lisible). L'habitude se conserve dans les écritures postérieures. Le point est cependant toujours absent. Il faut attendre la minuscule caroline du XIIe siècle pour qu'on prenne l'habitude de marquer d'une sorte d'accent aigu deux i à la suite, pour éviter qu'on les confondent avec un u : prıuılegıı sera écrit, par exemple, prıuılegíí. Au cours du siècle, l'usage s'étend à d'autres i isolés, surtout lorsqu'ils jouxtent des lettres à jambages courts (comme m, n et u). L'usage du i long se répand de plus en plus, toujours pour des raisons de lisibilité. L'utilisation du diacritique (au sens propre : « qui distingue ») sur le i se transmet à l'écriture gothique (dont l'apogée se situe au XIIIe siècle), qui le développe : entre le XIVe et le XVe siècle, le signe diacritique se rencontre, sans grande régularité d'emploi, de plus en plus souvent et en des positions variées. À l'accent aigu on préfère de plus en plus un simple point, forme qui s'impose au XVe siècle.
Dans l'écriture humanistique des siècles suivants puis en imprimerie, le point est généralisé ainsi que l'utilisation d'un i long (toujours pour des raisons de lisibilité et surtout dans le cas où l'on trouve deux i à la suite, alors écrits ij) le portant aussi. Au XVIIe siècle, i est préféré pour noter la voyelle, j pour la consonne (qu'elle soit [ʒ] ou [j], selon les langues).
On consultera Variante contextuelle et Histoire de l'alphabet latin pour plus de détails concernant la différenciation entre i et j, qui n'est pas aussi simple que ce court exposé pourrait laisser croire.

### ẏ
Dès les premiers manuscrits en vieil-anglais (écrits en onciale insulaire), le y a volontiers été tracé avec un point suscrit : ẏ. Plus tard, dans les graphies utilisées en Angleterre la confusion possible entre les lettres y et þ (thorn) – laquelle lettre en est venue à se tracer quasiment comme un y à partir du moyen anglais – a confirmé cet usage, afin qu'on distinguât mieux le « vrai » y du þ.
La lettre þ ayant été complètement remplacée par le digramme th à la Renaissance (les imprimeurs comme Caxton n'en disposant pas – non plus que eth ni yogh – dans leurs jeux de caractères venus d'Europe), le point du y a disparu, ce qui a conduit à certaines erreurs : en effet, jusqu'au XIXe siècle et encore aujourd'hui, pour donner un tour archaïsant ou plaisant à la graphie, on peut se souvenir de l'ancien thorn et vouloir l'utiliser. C'est cependant sous sa dernière forme connue, un y en apparence, qu'il le sera : the (article défini) est alors écrit ye, ce qui conduit les locuteurs, par influence de la graphie, à le prononcer comme s'il débutait réellement par un y.
L'usage de placer un point sur le y se rencontre aussi sur le Continent, surtout dans la graphie gothique, pour aider à distinguer y de suites de lettres ambiguës (comme ij sans point), fréquentes dans ce type d'écritures.

### Punctum delensduvieil irlandais
Ḃḃ [β,v], Ċċ [χ/ç], Ḋḋ [ð], Ḟḟ [-], Ġġ [ɣ], Ṗṗ [ɸ,f], Ṫṫ [θ], Ṡṡ [s/-].
Légende : la virgule sépare la valeur historique de la valeur récente, la barre oblique les variantes combinatoires.
Les langues celtes partagent un phénomène phonétique nommé lénition consonantique, qui n'est pas noté avec précision dans les manuscrits irlandais. Ce phénomène est une spirantisation des consonnes initiales après certains mots, par sandhi. Les consonnes pouvant être lénifiées sont les occlusives, c [k], g, t, d, p et b, ainsi que les fricatives f et s. Le vieil irlandais ne note pas toutes les lénitions : c'est tardivement qu'elle a été systématiquement indiquée, au moyen du point suscrit, ou punctum delens — qui précisait initialement qu'une lettre marquée ainsi était un lapsus calami et ne devait pas être lue. C'est donc au départ non pas un diacritique mais un signe de correction.
Ensuite, le point a été systématisé et étendu aux lettres encore écrites mais muettes à cause de la lénition, d'abord f puis s ([f] lénifié seul est toujours muet : le recours au punctum delens est dans ce cas motivé ; [s] lénifié peut valoir [h] ou être muet). Encore plus tard et jusqu'aujourd'hui, la lénition des occlusives sourdes a été notée par un h subséquent, à l'imitation de coutumes anciennes, telle la notation en latin des consonnes aspirées grecques (ch, ph, th).
On trouve grosso modo dans les manuscrits antérieurs au XIIe siècle le punctum delens sur s et f et le -h après c, t et, parfois, p. Après le XIIe siècle et jusqu'au XVIe, selon les manuscrits, c'est soit le punctum delens soit le -h qui sont utilisés systématiquement pour chaque consonne pouvant être lénifiée (dans certains textes, le scribe emploie alternativement l'un ou l'autre). Entre le XVIe et le XXe, le punctum delens est étendu, remplaçant le -h dans tous les emplois.
C'est au XXe siècle, cependant, que le punctum delens a été éliminé au profit du -h, pour des raisons de compatibilité avec les claviers de machines à écrire, puis d'ordinateurs. Exemples : an ḃean ṁór (= an bhean mhór), « la grande femme ». Unicode et la norme ISO/CEI 8859-14 permettent maintenant le codage avec point suscrit, qui connaît un regain d'intérêt.

## Orthographes modernes

### Maltais
Ċċ [t͡ʃ], Ġġ [d͡ʒ], Żż [z].
L'orthographe, datant de 1934, est inspirée de l'italien ; c'est pour cette raison que deux lettres, Ġġ et Żż, ont été diacritées, de manière originale, par un point : Ġġ pour être distingué de Gg [g] et Żż pour l'être de Zz [t͡s,d͡z]. Le point de Ċċ n'a aucune justification puisqu'il n'existe pas de Cc ; de plus, Cc vaut déjà [t͡ʃ] (entre autres) en italien.

### Turc,azéri,tatar
İi [i] (Iı [ɯ]).
Le cas est surprenant ici. Alors que le point sur le i n'est normalement pas un diacritique (écrire İ ou I ne change pas la lecture de İLLİSİBLE / ILLISIBLE, par exemple), et, bien qu'initialement le i n'eût pas de point (voir plus haut), il n'existe plus dans les alphabets autres que celui du turc (et ses dérivés comme en azéri et en tatar) de ı sans point. Le point n'est donc normalement pas un élément graphique pertinent, puisqu'il ne permet pas d'oppositions.
En turc, pourtant, il existe le i avec point notant /i/ et le ı sans point pour /ɯ/. Pour cette raison, les capitales doivent aussi être distinguées : les lettres fonctionnent en paires İi / Iı. Consulter aussi Prononciation du turc.

### Polonais
Żż [ʒ].
Jan Hus, au début du XVe siècle, alors en exil, avait dans son De Orthographia Bohemica proposé une nouvelle orthographe pour sa langue, le tchèque, en instaurant un système de consonnes diacritées d'un point suscrit servant à noter les consonnes résultant d'une palatalisation et remplaçant les graphies à digrammes (il a aussi introduit l'accent aigu comme marque de quantité vocalique longue). C'est ce système qui a donné naissance aux nombreuses consonnes diacritées des langues slaves à écriture latine, le point évoluant dans la majorité des cas en háček ; en polonais, cependant, le point est resté tel quel sur la seule lettre z, le résultat ż valant [ʒ]. C'est un équivalent direct, mais archaïque, du ž, utilisé dans les autres langues slaves à écriture latine.

### Lituanien
Ėė [eː].
Comme en polonais, le point semble être un emprunt à l'orthographe hussite.

### Cheyenne
Ȧȧ [ḁ], Ėė [ɪ̥], Ȯȯ [o̥].
Les voyelles dévoisées (et parfois amuïes, selon leur environnement) du cheyenne sont normalement écrites avec un point suscrit (sauf en fin de mot, où elles sont automatiquement sourdes). Pour des raisons de compatibilité, ce point est très souvent remplacé par un accent circonflexe. Par exemple : taxemesėhestȯtse [taxɪmɪsːhɪsto̥tsɪ̥], « table », écrit plus communément taxemesêhestôtse.

## Romanisationsrécentes,transcriptions / translittérations

### Sanskritetlangues indiennes
Ṁṁ [+nasalisation], Ṅṅ [ŋ], Ṙṙ [ɽ] (transcription).
Le caractère ṁ s'emploie, dans la transcription des langues de l'Inde, en concurrence avec ṃ, pour l'anusvāra (=ं, signe de nasalisation dont la réalisation varie grandement d'une langue à l'autre ; il peut aussi noter une consonne nasale simple) ; le phonème [ɽ] (devanāgarī : ड), quant à lui, n'est que rarement transcrit ṙ. C'est le plus souvent le point souscrit que l'on utilise : ṛ.
L'emploi de ṅ pour [ŋ] (ङ), cependant, remonte aux plus anciennes normes de transcription du sanskrit.

### Berbère
Ġġ [ɣ] (transcription).
Cette notation représente dans plusieurs normes la lettre غ ġayn. Voir aussi Transcription des langues sémitiques.

### Kazakh,tadjik
Ėė [e] (transcription).

### Kurde
Ġġ [ɣ].
Cette translittération de la lettre غ suit les conventions adoptées pour l'arabe.

### Livonien
Ȯȯ [ɤ].

### Tchétchène
Ç̇ç̇ [t͡ʃʼ], Ġġ [ʁ], Q‌̇q̇ [qʼ], Ẋẋ [ħ].

### Venda,igbo(langues d'Afrique)
Ṅṅ [ŋ].
Ce caractère est maintenant utilisé dans l'orthographe romanisée de plusieurs langues d'Afrique. Dans l'alphabet pan-nigérian — et dans la majorité des langues d'Afrique utilisant le phonème [ŋ] —, celui-ci est simplement rendu par ŋ.

### Arménien
Ṙṙ [r] (transcription classique).
On peut employer r̄ ou ṙ (notation de Meillet) dans les ouvrages de linguistique pour translittérer la lettre ռ [r], qui s'oppose à r ր [ɾ] (ou [ɹ]). La graphie avec point souscrit, ṛ, est utilisée dans la translittération proposée par la Library of Congress.

### Ulithien
Ȧȧ, Ėė, Ȯȯ.

## Point suscrit chassant
Le point haut chassant ‹ ˙ › a parfois été utilisé à la place du point médian pour indiquer la quantité de longueur de voyelle. Par exemple dans une description du mattole de Pliny Earle Goddard (en) publiée en 1929 pour noter une voyelle a longue ‹ a˙ › (au lieu de ‹ a· ›).
L’édition numérique du dictionnaire letton Mīlenbahs-Endzelīns utilise le point haut chassant ‹ ˙ › dans la transcription phonétique de voyelles longues, par exemple dans les transcription ‹ a˙a › et ‹ a˙ã › du mot aa. Dans l’édition imprimée, le point est à la hauteur d’x (comme un point médian dans certaines polices de caractères).

## Physique
En physique (et parfois en mathématiques), le point suscrit est parfois utilisé pour indiquer la dérivée d'une valeur par rapport au temps.
Par exemple, la vitesse {\displaystyle v}, dérivée de la position {\displaystyle x}, peut être écrite {\displaystyle v={\dot {x}}}.
D'une manière similaire, la dérivée seconde d'une valeur par rapport au temps peut être représentée par un double point suscrit. Par exemple, l'accélération {\displaystyle a}, dérivée seconde de la position {\displaystyle x}, peut être écrite {\displaystyle a={\ddot {x}}}.
Le point suscrit au-dessus de la lettre V est également utilisé en physiologie pour exprimer la consommation maximum d'oxygène ({\displaystyle {\dot {\mathrm {V} }}\mathrm {O} _{2}}).

## Codage informatique
De nombreux caractères existent dans les tables d'Unicode en tant que précomposés avec le point suscrit. Quand un caractère manque, il est possible d'utiliser le point suscrit sans chasse situé à l'emplacement U+0307 du bloc des diacritiques. Par exemple, le signe égal surmonté d'un point suscrit peut se composer de cette manière : =̇. Il existe, dans le bloc des lettres modificatives avec chasse, un point suscrit chassant : ˙ U+02D9.
Ces caractères ne doivent pas être confondus avec les nombreux points suscrits des autres blocs et écritures (comme l'anusvāra de la devanāgarī). Pour l'instant (version 4 d'Unicode), le jinkim bohaïrique de l'alphabet copte ne peut cependant être codé que par U+0307.